# Marcin Pietrowski
Marcin Pietrowski (* 1. března 1988, Gdaňsk) je polský fotbalový záložník či obránce, od srpna 2015 působící v klubu Piast Gliwice. Je bývalým mládežnickým reprezentantem Polska.

## Klubová kariéra
Je odchovancem klubu Lechia Gdańsk, v jehož dresu debutoval v seniorské kopané.

### Piast Gliwice
V červenci 2015 přestoupil do jiného polského klubu Piast Gliwice vedeného trenérem Radoslavem Látalem, podepsal dvouletou smlouvu s opcí na prodloužení.

#### Sezona 2015/16
V Ekstraklase za Piast debutoval v ligovém utkání 1. kola (20. 7. 2015) proti Termalica Bruk-Bet Nieciecza (výhra Piastu 1:0), když v 70. minutě vstřídal Martina Nešpora. Celkem v ročníku odehrál 34 ligových střetnutí, ve kterých síť nerozvlnil. V sezoně s týmem dosáhl historického umístění, když jeho klub skončil na druhé příčce a kvalifikoval se do druhého předkola Evropské ligy UEFA.

#### Sezona 2016/17
S Piastem se představil ve 2. předkole Evropské ligy UEFA, kde klub narazil na švédský tým IFK Göteborg, kterému podlehl 0:3 a remízoval s ním 0:0 (v tomto utkání Marcin nenastoupil).

## Reprezentační kariéra
Marcin Pietrowski odehrál v roce 2010 dva zápasy za Polsko U21.